# Лю Сяоин
Лю Сяоин (кит. упр. 劉小英, пиньинь Liu Xiao Ying, род. 9 февраля 1979, провинции Цзилинь) — китайская шорт-трекистка. Участница Олимпийских игр в Солт-Лейк-Сити, Двукратная чемпионка мира, пятикратная серебряный призёр чемпионата мира.

## Биография
Лю Сяоин будучи студенткой в 19 лет попала на зимнюю Универсиаду в Попраде, где выиграла награды на всех дистанциях, в том числе золотую на 3000 метров. В том же 1999 году она впервые вошла в национальную сборную, и попала на командный чемпионат мира в Сент-Луисе, получив золотую медаль в команде, в составе Ян Ян (A), Ян Ян (S), Ван Чуньлу и Сунь Даньдань. На следующий год вновь выиграла золотую медаль команды в Гааге.
В 2002 году Лю на очередном чемпионате мира среди команд в Милуоки завоевала серебро, а через неделю в эстафете на  чемпионате мира в Монреале также взяла серебро. Она также выиграла серебряные медали в 2003 в команде в Софии, в 2004 в Санкт-Петербурге и в эстафете на чемпионате мира в Гётеборге. С 2003 по 2007 года Лю выступала на этапах Кубка мира и смогла выиграть три золотых, 9-ть серебряных и бронзовую медали.